# Minoprio
Minoprio è una frazione del comune comasco di Vertemate con Minoprio, alla cui denominazione contribuisce.

## Storia
La località era un piccolo villaggio agricolo di antica origine della Pieve di Fino.
Minoprio fu annessa per la prima volta a Vertemate su ordine di Napoleone, ma gli austriaci annullarono la decisione al loro ritorno nel 1815 con il Regno Lombardo-Veneto.
Dopo l'unità d'Italia, il paese non diede segni di sviluppo demografico. Fu il fascismo a decidere la soppressione del comune unendolo definitivamente a Vertemate.